# Хенри Хартсфийлд
Хенри Уорън „Ханк“ Хартсфийлд-младши (на английски: Henry Warren "Hank" Hartsfield Jr.) е американски тест пилот и астронавт от НАСА, участник в три космически полета.

## Биография
Роден е на 21 ноември 1933 в Бирмингам, щата Алабама. Завършва гимназия в родния си град. Получава бакалавърска степен по физика в университета Auburn през 1954 г., а получава магистърска степен по инженерни науки от университета в Тенеси през 1971 г.
Влиза в американските военновъздушни сили през 1955 г., а през 1969 г. е избран за астронавт.

## Опит в НАСА
Участва в подготовката на няколко мисии като член на резервния екипаж: Аполо 16, Скайлаб 2, Скайлаб 3 и Скайлаб 4.
Хартсфийлд напуска ВВС на САЩ през август 1977 г. след повече от 22 години активна служба, но продължава работата си като астронавт на НАСА вече като цивилен.

### Първи полет
Хартсфийлд е дублиращ пилот за мисиите STS-2 и STS-3 на совалката "Колумбия".
Назначен е за пилот на мисията STS-4, четвъртият и последен орбитален пробен полет на совалката Колумбия. Командир е Томас Матингли. За първи път совалката каца на специално подготвената бетонна полоса след 112 обиколки на Земята във военновъздушната база Едуардс, Калифорния, на 4 юли 1982 г.

### Втори полет
Хартсфийлд е командир на първия полет на совалката "Дискавъри". В екипажа са включени Майкъл Коутс (пилот), Джудит Резник, Стивън Холи и Ричард Малън (специалисти по мисията) и Чарлс Уокър (специалист по полезния товар). Совалката прави 96 обиколки на Земята преди да кацне във военновъздушната база Едуардс, Калифорния, на 5 септември 1984 г.

### Трети полет
Командир е на мисия STS-61A (също известна като D-1) е 22-рия полет на космическата совалка мисията. Това е научна Spacelab мисия, финансирана и контролирана от Западна Германия (оттам и името D-1 (за Deutschland 1). Това е и последната успешна мисия на совалката Чалънджър. STS-61A притежава рекорд за най-големия екипаж, осем души, на борда на един космически кораб за целия период от старта до кацането. В неговия екипаж са включени: Стивън Нейгел (пилот), Джеймс Бакли, Гуйон Блъфорд и Бони Дънбар (специалисти по мисията) и Райнхард Фурер, Ернст Месершмид и Убо Окелс (специалисти по полезния товар).
Това е мисия с модула на НАСА и ЕКА Spacelab, на който провеждат 76 успешни експеримента в областта на физиологичните науки, обработка на материалите, биология, както и навигация. След завършване на 111 обиколки на Земята, совалката каца във военновъздушната база Едуардс, Калифорния, на 6 ноември 1985 г.
| Космически полети на Хенри Хартсфийлд                             | Космически полети на Хенри Хартсфийлд | Космически полети на Хенри Хартсфийлд | Космически полети на Хенри Хартсфийлд | Космически полети на Хенри Хартсфийлд |
| №                                                                 | Дата                                  | КК                                    | Функции                               | Продължителност                       |
| ----------------------------------------------------------------- | ------------------------------------- | ------------------------------------- | ------------------------------------- | ------------------------------------- |
| 1                                                                 | 27 юни 1982                           | „Колумбия“, мисия STS-4               | Пилот                                 | 7 денонощия 1 час 10 мин 44 сек.      |
| 2                                                                 | 30 август 1984                        | „Дискавъри“, мисия STS-41D            | Командир                              | 6 денонощия 0 час 57 мин 4 сек.       |
| 3                                                                 | 30 октомври 1985                      | „Чалънджър“, мисия STS-61A            | Командир                              | 7 денонощия 0 час 45 мин 38 сек.      |
| Сумарно време в космоса – 20 денонощия 2 часа 53 мин и 26 секунди |                                       |                                       |                                       |                                       |

През следващите две години той работи като заместник-директор на Службата на Център за космически полети „Линдън Джонсън“. През 1989 г. той е преместен временно в офиса на Службата за космически полети в централата на НАСА във Вашингтон. Работи там като директор по интеграция и технически анализ. Пряко подчинен е на ръководителя на космическите полети.

## След космоса
През 1990 г. е назначен за заместник-изпълнителен директор в офиса за разработването на космическа станция в Центъра за космически полети MSFC (Център за космически полети „Маршал“) в Алабама. През 1991 г. г-н Hartsfield приема поста на Човека-склонни капацитет (MTC) Фаза мениджър космическа станция свобода на програмата и действията (SSFPO), с мито станция в Johnson Space Center. Докладване директно на заместник-директора, SSFPO, той представя заместник-директор в предоставянето на подходяща програма за насоки и напътствия на космическата совалка програма, и в цялата космическа станция свобода програма за всички фази мисия MTC уникални дейности за осигуряване на подходящи решаването на проблемите.
През декември 1993 г. е на поста на мениджър на групата за поставяне на независима оценка на Международната космическа станция.
През септември 1996 г., обхватът на работата на Хартсфийлд е разширен и включва независима оценка на „Програмите и проектите на проучване и развитие на пространство от човека“ (HEDS).
Хартсфийлд се оттегля от НАСА през 1998 г. и след това се присъединява към компанията Raytheon, откъдето се оттегля през 2005 г.

## Награди и отличия
- медал на ВВС „За отлична служба“;
- Въведен в Авиационната зала на славата на Алабама (1983);
- медали на НАСА „За забележителна служба“ (1982, 1988);
- медали на НАСА „За космически полет“ (1982, 1984, 1985);
- медал на НАСА „За изключителна служба“ (1988 г.);
- Почетна докторска степен от Университета „Обърн“ (1986 г.);
- Въведен в САЩ астронавтската Зала на славата (2006) и др.